# يوليوس ستيرلينغ مورتون
يوليوس ستيرلينغ مورتون (بالإنجليزية: Julius Sterling Morton)‏ هو عالم نبات وسياسي أمريكي، ولد في 22 أبريل 1832 في آدامز في الولايات المتحدة، وتوفي في 27 أبريل 1902 في ليك فورست في الولايات المتحدة. نشط حزبياً في الحزب الديمقراطي. وقد انتخب وزير الزراعة في الولايات المتحدة (7 مارس 1893 – 5 مارس 1897).

## وصلات خارجية
- يوليوس ستيرلينغ مورتون على موقع الموسوعة البريطانية (الإنجليزية)
- يوليوس ستيرلينغ مورتون على موقع إن إن دي بي (الإنجليزية)